# Grötebo
Grötebo är en by i Västra Eds socken i norra Västerviks kommun. 1859 genomfördes laga skifte och byn splittrades.